# Письма Терезы
«Письма Терезы, или Мемуары одной барышни из провинции о её пребывании в Париже» (фр. Lettres de Thérèse ***, ou Mémoires d'une jeune demoiselle de province, pendant son séjour à Paris) — сатирический роман нравов аббата Бридара де ла Гарда. Издан анонимно в 1737 и неоднократно переиздавался.

## Содержание
В романе рисуется широкая панорама столичной жизни и тонко показано то впечатление, которое она производит на сердце и ум юной провинциалки Терезы, лишенной предрассудков светского общества. Принятые в свете обычаи кажутся Терезе нелепыми, в своих письмах она зло высмеивает алчных финансистов, кокетливых светских красавиц, лицемерных и пустых петиметров, изнеженных и праздных аббатов. Конец грустный: героиня не находит счастья в Париже, уязвленное недоброжелательство окружающих вынуждает её вернуться назад в родную провинцию, ближе к природе и естественности, дальше от блеска и пустоты парижской жизни.
Роман внесён в известный «Регистр эротических книг» (Registrum Librorum Eroticorum, 1936).

## Оценка
Вольтер в переписке замечает, что это «один из отвратительных новых романов, написанных, похоже, для развлечения дворцовых лакеев одним из их компании»